# Wilhelm Treibs
Wilhelm Treibs (* 6. November 1890 in Oberstein (Nahe); † 20. April 1978 in Heidelberg) war ein deutscher Chemiker. Er wurde an der Universität Göttingen promoviert. Seine Doktorväter waren Adolf Windaus und Heinrich Wienhaus, nach anderen Angaben war Otto Wallach sein Doktorvater. Bis 1961 lehrte und forschte er an der Universität Leipzig. Anlässlich der 550-Jahr-Feier der Universität wurde er 1959 mit dem Vaterländischen Verdienstorden in Silber ausgezeichnet.
Noch 1960 wurde er als Hervorragender Wissenschaftler des Volkes geehrt, danach als Verräter diffamiert, als er nach dem Mauerbau von einem Besuch in der Bundesrepublik nicht wieder in die DDR zurückkehrte.
Danach war er Professor an der Universität Heidelberg.
Treibs ist bekannt für seine Arbeiten über Azulene. 1961 gab er den siebten Band von Die ätherischen Öle von Eduard Gildemeister und Friedrich Hoffmann heraus.
1959 wurde er Mitglied der Deutschen Akademie der Naturforscher Leopoldina. Seit 1955 war er Mitglied der Sächsischen Akademie der Wissenschaften.